# Dama con la rosa
Dama con la rosa (Charlotte Louise Burckhardt) es una pintura de 1882 de John Singer Sargent. Forma parte de la colección del Museo Metropolitano de Arte en Nueva York.
La retratada era la hija de veinte años de un comerciante suizo, miembros del círculo cosmopolita del artista en París. Los tonos monocromáticos y énfasis en la silueta de la figura recuerdan el estilo del pintor español Diego Velázquez, cuyo trabajo Sargent había sido animado a estudiar por su profesor parisino Carolus-Duran. Fue exhibido con gran éxito en el Salón de París de 1882. 
La obra se exhibe en el Museo Metropolitano, galería 771.